# 艾基萊

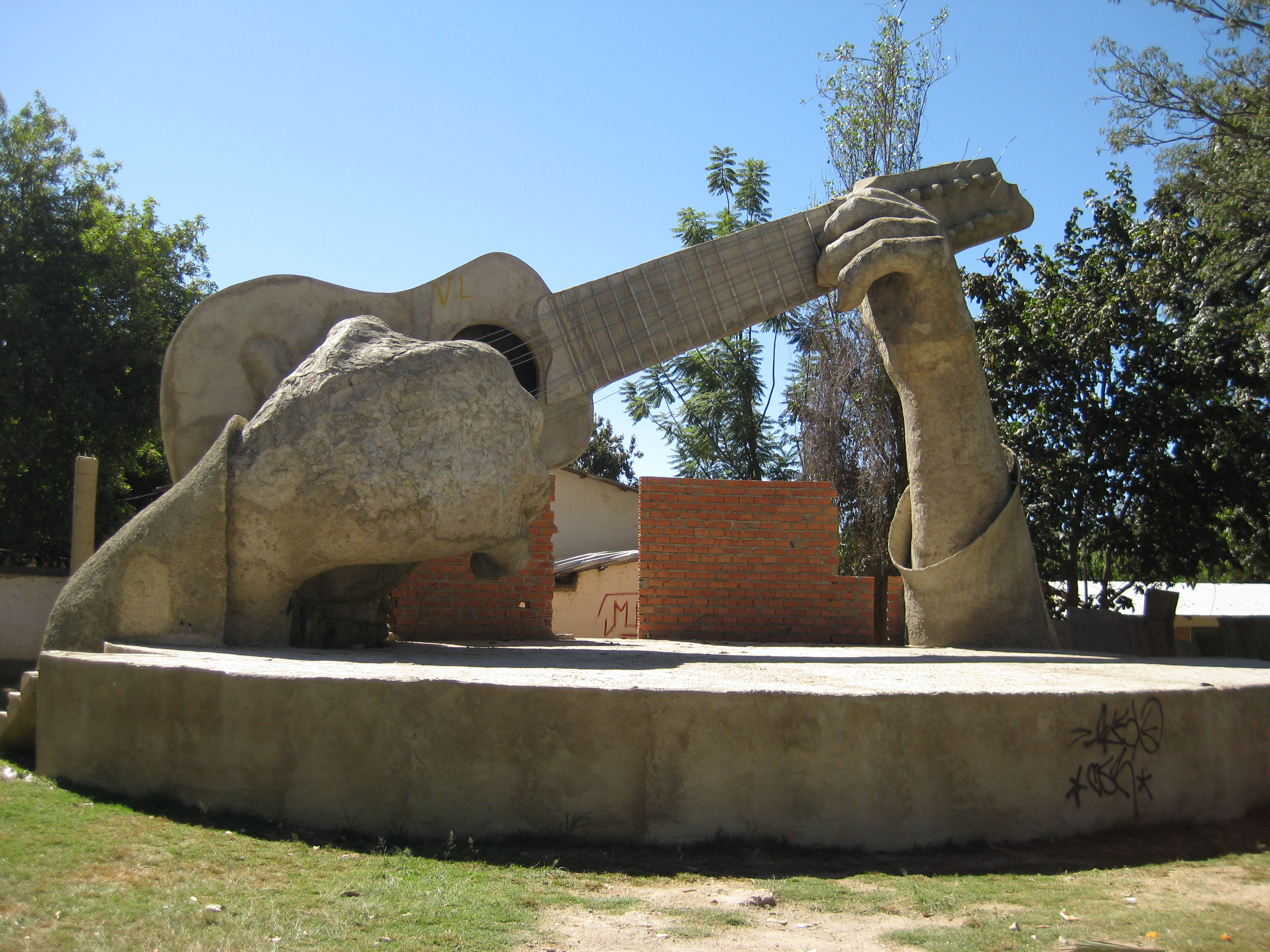

艾基萊（西班牙語：Aiquile）是玻利維亞的城鎮，由科恰班巴省負責管轄，位於該國中部，距離首府科恰班巴218公里，面積2,652平方公里，海拔高度2,258米。当地有連結科恰班巴与奥鲁罗的铁路。

## 外部連結
- Map of Narciso Campero Province
- World Gazetteer （页面存档备份，存于）